# Jeremy Nobis
Jeremy Macarthur Nobis (* 31. August 1970 in Madison, Wisconsin; † 19. April 2023 in Cedar City, Utah) war ein US-amerikanischer Skirennläufer und Extremskifahrer. Er war während seiner Rennkarriere weitgehend auf die technischen Disziplinen Riesenslalom und Slalom spezialisiert, wurde zweimal Juniorenweltmeister und nahm einmal an Olympischen Spielen teil. Später wurde er mit riskanten Abfahrten im Gelände bekannt, die ihm den Beinamen „The Icon“ einbrachten. Seine jüngere Schwester Shannon Nobis war ebenfalls Skirennläuferin.

## Biografie

### Kindheit und Jugend
Jeremy Nobis kam in Madison, Wisconsin, zur Welt, und verbrachte dort seine ersten Lebensjahre. Sein Vater hatte als Linebacker im Footballteam der University of Wisconsin gespielt. Das Skifahren probierte er erstmals als Fünfjähriger im Wintersportgebiet Devil’s Head. Nachdem die Familie nach Park City, Utah, gezogen war, begann der Ministrant im Alter von acht Jahren mit dem Rennsport. Weil seine Highschool ihn aufgrund des exzessiven Skifahrens durchfallen ließ, wechselte er mit Stipendium an die Green Mountain Valley School in Vermont, wo Werner Margreiter zu seinen Trainern gehörte. Seine jüngere Schwester Shannon schlug ebenfalls eine Laufbahn als Skirennläuferin ein, die wie jene ihres Bruders in der Teilnahme an den Olympischen Winterspielen 1994 gipfelte.

### Ski Alpin
Nobis galt in seiner Jugend als großes Nachwuchstalent. Im Alter von 16 Jahren war er körperlich voll entwickelt und wurde in den US-Nationalkader aufgenommen. Anfangs konnte er die Erwartungen erfüllen und gewann bei den Juniorenweltmeisterschaften 1988 in Madonna di Campiglio Gold im Super-G und Bronze im Riesenslalom. Im folgenden Jahr entschied er in Alyeska den Riesenslalom für sich und gewann damit seinen zweiten JWM-Titel. In der Abfahrt verpasste er als Vierter nur knapp einen weiteren Medaillengewinn. 1989/90 sicherte er sich mit dem Gewinn der Nor-Am-Cup-Disziplinenwertung einen fixen Startplatz für die Riesenslaloms der kommenden Weltcup-Saison. Auch bei den Panamerikanischen Winterspielen in Las Leñas war er erfolgreich und gewann zwei Bronzemedaillen in Super-G und Riesenslalom.
Im Weltcup konnte Jeremy Nobis nur bedingt an diese frühen Erfolge anknüpfen. Im Januar 1991 gelang ihm mit Platz sieben auf dem Chuenisbärgli gleich sein bestes Karriereergebnis. Bei den darauffolgenden Weltmeisterschaften in Saalbach-Hinterglemm lag er als Zehnter des ersten Riesenslalomdurchgangs in aussichtsreicher Position, schied aber im zweiten Lauf mit guter Zwischenzeit aus. Auch beim nächsten Saisonauftakt in seiner Heimat Park City, wo er als amtierender Nor-Am-Gesamt- und Riesenslalomsieger antrat, schied er auf dem Weg zur Zwischenführung aus. Dafür konnte er mit Slalomrang 21 am selben Ort seine ersten Weltcup-Punkte in dieser Disziplin einfahren. In Alta Badia stürzte er wie bei der WM in Saalbach nach starkem ersten Lauf. Am 31. Dezember 1991 erlitt er bei einem Einladungsrennen in Garmisch-Partenkirchen einen Kreuzbandriss und musste die Saison vorzeitig beenden. Seine Laufbahn als alpiner Rennläufer war auch in den Jahren danach von Ausfällen und Verletzungen geprägt. Im Januar 1993 erreichte er als Neunter in Veysonnaz sein zweitbestes Weltcup-Resultat, blieb in der Folge aber ohne nennenswerte Erfolge. Trotz mangelnder Ergebnisse nominierte ihn der Verband für die Olympischen Spiele 1994 in Lillehammer, wo er in seiner Paradedisziplin in der Entscheidung vom fünften auf den neunten Rang zurückfiel. Im Slalom schied er aus.
Nach guten Trainingsleistungen und Riesenslalomsiegen bei den australischen und neuseeländischen Meisterschaften verließ Nobis den US-Verband zur Saison 1994/95. Er tat sich mit den Brüdern Briggs und Harper Phillips zusammen und trat fortan als unabhängiger Athlet im Weltcup und Nor-Am Cup an. Aufgrund einer Leistenverletzung konnte er jedoch nach Rang 13 beim Weltcup-Auftakt in Tignes nicht mehr an die Leistungen seiner Vorbereitungsrennen anschließen. Anfang Dezember 1995 bestritt er in Breckenridge sein letztes FIS-Rennen und wechselte dann gemeinsam mit den Phillips-Brüdern und dem früheren Teamkollegen Erik Schlopy zur professionellen Pro-Tour.

### Freeride und Filme
Nach kurzer Zeit auf der Pro Tour arbeitete Jeremy Nobis in Teilzeit in einem Skigeschäft in Park City und versuchte sich als Skitrainer. Außerdem war er als Mountainbike-Profi in der Disziplin Cross Country aktiv und gehörte nach eigenen Angaben zeitweise zu den besten Fahrern seines Landes.
Nobis legte nach seiner Rennläuferkarriere 20 Pfund an Muskelmasse zu und begann, an verschiedenen Extremski-Wettbewerben, darunter die World Extreme Skiing Championships 1996 in Valdez, teilzunehmen. Dabei kam er mit Charlie Adams, Vizepräsident der Marketingabteilung von Dynastar, ins Gespräch, der ihm einen Ausrüstervertrag in Aussicht stellte und ihn an die Filmproduktionsfirma Teton Gravity Research vermittelte. Adams überzeugte die Filmemacher davon, den 26-jährigen Nobis 1997 zu einem Dreh nach Alaska mitzunehmen. Seine erste Abfahrt vom Pyramid Peak machte ihn in der Freeride-Szene schlagartig bekannt. Nachdem Freeride-Pionier Doug Coombs am Tag zuvor für den 52 Grad steilen Hang mit 600 Höhenmetern rund 80 Schwünge gebraucht hatte, bewältigte Nobis die Abfahrt zum Erstaunen aller mit deutlich weniger Schwüngen und gefährlich hoher Geschwindigkeit: „I just switched my brain off and reacted. Everybody was pretty buzzed“ (Ich habe einfach mein Gehirn ausgeschaltet und reagiert. Alle waren ziemlich begeistert). In den folgenden Jahren widmete er sich vor allem dem Filmen mit Teton Gravity Research, Matchstick Productions, Warren Miller und The North Face. Zu seinen bedeutendsten und riskantesten Befahrungen zählen Mr. Ripple mit der Gletscherspalte Catcher’s Mitt und Cathedral in Grönland. 2000 war er in der NBC-Dokumentation Himalaya. Descending India zu sehen.
Zu Beginn seiner Freeride-Laufbahn nahm Nobis weiter an Extremwettkämpfen teil und belegte Spitzenplätze bei Austragungen in Kirkwood, Valdez und Neuseeland. 1998 wurde er Zweiter bei der Rip Curl Heli Challenge. Um seinen Namen darüber hinaus im Gespräch zu halten, bestritt er einige Rennen in der jungen Freestyle-Disziplin Skicross. Im Rahmen der X-Games 1999 in Crested Butte gewann er hinter Enak Gavaggio und Shane McConkey die Bronzemedaille. Eine Zeitlang organisierte er gemeinsam mit Mike Overcast und seinem ehemaligen Teamkollegen und Olympiasieger Tommy Moe Heliskiing-Abenteuertouren in den Tordrillo Mountains in Alaska.

### Privatleben und Tod
Ab etwa 2010 zog sich Nobis zunehmend ins Privatleben zurück und beendete schließlich die meisten seiner Sponsorenverträge von sich aus. Er hatte mit dem Trinken begonnen und geriet in den folgenden Jahren mehrfach mit dem Gesetz in Konflikt. Schon 2006 flüchtete er in Park City alkoholisiert vor einer Polizeikontrolle, ehe er mit seinem Auto einen Unfall verursachte und den Tatort zu Fuß zu verlassen versuchte. Wegen Fahrens unter Alkoholeinfluss verbrachte er 60 Tage im Gefängnis. 2011 passierte ihm Ähnliches in Jackson, Wyoming, wo er mit einer Blutalkoholkonzentration von 0,4 g/dl (4 Promille) mit fast 100 Meilen pro Stunde unterwegs war. Nachdem er 2019 sein Auto mit BAK 0,42 g/dl außerhalb von Cedar City zu Schrott gefahren hatte, verließ er seinen Heimatstaat, bevor er angeklagt werden konnte. Anfang Dezember 2022 wurde er wegen zweier ausstehender Strafverfügungen in Idaho verhaftet und im Blaine County Jail festgehalten. Die Höhe der Kaution war auf 100.000 Dollar festgesetzt worden.
Am 11. Februar 2023 wurde Nobis in Utah erneut inhaftiert, weil er nicht zu einer gerichtlichen Videokonferenz erschienen war, die in Zusammenhang mit einer Fahrt im angetrunkenen Zustand drei Jahre zuvor stand.  Am 19. April 2023 wurde er leblos in einer Gefängniszelle in Cedar City aufgefunden. Wiederbelebungsversuche durch das Gefängnispersonal blieben erfolglos. Vorläufigen Behördenangaben zufolge lagen keine Hinweise auf ein Verbrechen vor.
Nobis arbeitete zuletzt als Skilehrer in Sun Valley. Er war unverheiratet und kinderlos.

## Stil und Rezeption
Jeremy Nobis konnte als Skirennläufer sein Potenzial nur selten abrufen und musste immer wieder seinem aggressiven Fahrstil Tribut zollen. Ein ehemaliger Trainer verglich seine Unberechenbarkeit und Temperament mit einem „wilden Mustang“. Auch deswegen nannte die Zeitschrift Ski den zeitweise besten US-Riesentorläufer im Hinblick auf die Olympischen Spiele ein „dark horse“ (Geheimfavorit).
In der Freeride-Szene der späten 1990er Jahre wurde Nobis hingegen zum Superstar. Vor allem die Geschwindigkeit seiner Steilabfahrten, die ihm die moderne Carving-Technik ermöglichte, galt in jener Zeit als beispiellos.

“I only really push when the camera’s on. I pick my line, and I get it done. I’m not a crazy man. But I try to peak for a film shoot. I don’t always tell (the director) exactly where I’m going. I throw in surprises, like taking a cliff they don’t expect. It’s about going flat out and doing what others don’t have the balls to do. At speed, time seems to slow down. At the end of the day, you feel good if you’ve scared yourself.”

„Ich pushe nur dann wirklich, wenn die Kamera läuft. Ich wähle meine Linie und ziehe sie durch. Ich bin kein Verrückter. Aber ich versuche, für einen Filmdreh das Maximum zu erreichen. Ich sage (dem Regisseur) nicht immer genau, wohin ich fahre. Ich streue Überraschungen ein, wie Klippen zu springen, die keiner erwartet. Es geht darum, Vollgas zu geben und zu tun, wozu andere nicht die Eier haben. Bei hoher Geschwindigkeit scheint die Zeit sich zu verlangsamen. Am Ende des Tages fühlst du dich gut, wenn du dir selbst einen Schrecken versetzt hast.“

Sein Ausrüster Dynastar entwickelte ihm ein eigenes Skimodell, das unter dem Label Inspired by Nobis vertrieben wurde. Auf dem Höhepunkt seiner Popularität gab er regelmäßig Tipps in verschiedenen Ski-Zeitschriften. Der Chefkoch eines Restaurants in Park City widmete ihm eine Sushi-Rolle mit dem Namen Nobis Nitro. Eine geplante NBC-Show, die unter dem Titel The Extremists laufen sollte, wurde nicht realisiert. Für seine Leistungen als Extremskifahrer erhielt Nobis den Beinamen „The Icon“. Seinen Spitznamen „Psycho Nobi“ verdankt er dem Medikament Prednison, das ihm seine Ärzte gegen chronische Hüftschmerzen verschrieben, das ihn aber aggressiv werden ließ. Das Powder-Magazin nahm ihn 2006 in seine Liste der 48 einflussreichsten Skisportler der letzten 35 Jahre auf.

## Erfolge

### Olympische Spiele
- Lillehammer 1994: 9. Riesenslalom

### Weltcup
- 2 Platzierungen unter den besten zehn

### Weltcupwertungen
| Saison  | Gesamt | Gesamt | Riesenslalom | Riesenslalom | Slalom | Slalom |
| Saison  | Platz  | Punkte | Platz        | Punkte       | Platz  | Punkte |
| ------- | ------ | ------ | ------------ | ------------ | ------ | ------ |
| 1990/91 | 59.    | 12     | 22.          | 12           | –      | –      |
| 1991/92 | 128.   | 17     | –            | –            | 46.    | 17     |
| 1992/93 | 106.   | 29     | 32.          | 29           | –      | –      |
| 1993/94 | 114.   | 23     | 40.          | 23           | –      | –      |
| 1994/95 | 98.    | 26     | 33.          | 26           | –      | –      |

### Nor-Am Cup
- Saison 1989/90: 1. Riesenslalomwertung
- Saison 1990/91: 1. Gesamtwertung, 1. Riesenslalomwertung

### Juniorenweltmeisterschaften
- Madonna di Campiglio 1988: 1. Super-G, 3. Riesenslalom, 7. Abfahrt, 8. Kombination, 31. Slalom
- Aleyska 1989: 1. Riesenslalom, 4. Abfahrt

### Weitere Erfolge
- 1 US-amerikanischer Meistertitel (Kombination 1994)
- Bronze bei den Panamerikanischen Winterspielen 1990 in Super-G und Riesenslalom
- Sieg bei den australischen Meisterschaften im Riesenslalom 1994
- Sieg bei den neuseeländischen Meisterschaften im Riesenslalom 1994
- 1 Sieg in einem FIS-Rennen

## Filmografie (Auswahl)
- 1997: Harvest
- 1998: Freeriders
- 1998: Sick Sense
- 1998: Uprising
- 2000: Himalaya – Descending India
- 2000: Ride
- 2000: Further
- 2001: Mind the Action
- 2003: High Life
- 2004: Impact
- 2004: Soul Purpose
- 2005: Tangerine Dream
- 2005: Untracked (Fernsehserie, 1 Episode)
- 2006: Anomaly
- 2006: The Big One
- 2007: Lost and Found
- 2008: Under the Influence
- 2011: Alta Tensión (Fernsehserie, 1 Episode)

## Auszeichnungen
- 1988: U.S. Junior Alpine Skier of the Year
- 1994: White Stage/Dan Bean Award
- 2019: Aufnahme in die TGR Hall of Fame[25]